# 通州镇
通州镇，是中华人民共和国贵州省黔南布依族苗族自治州平塘县下辖的一个乡镇级行政单位。

## 行政区划
通州镇下辖以下地区：
荷花社区、通星村、新星村、翁岗村、丹平村、新立村、乐阳村、平里河村、党振村、金桥村和中星村。